# Apollo (cràter)
Apollo és un enorme cràter d'impacte situat a l'hemisferi sud de la cara oculta de la Lluna. Aquesta formació fa petit el gran cràter Oppenheimer, que es troba a la banda de la vora occidental. El cràter Barringer es troba a l'altre costat de la paret nord. Cap al sud-est es troba el cràter Anders, i Kleymenov està just a l'est de la vora.

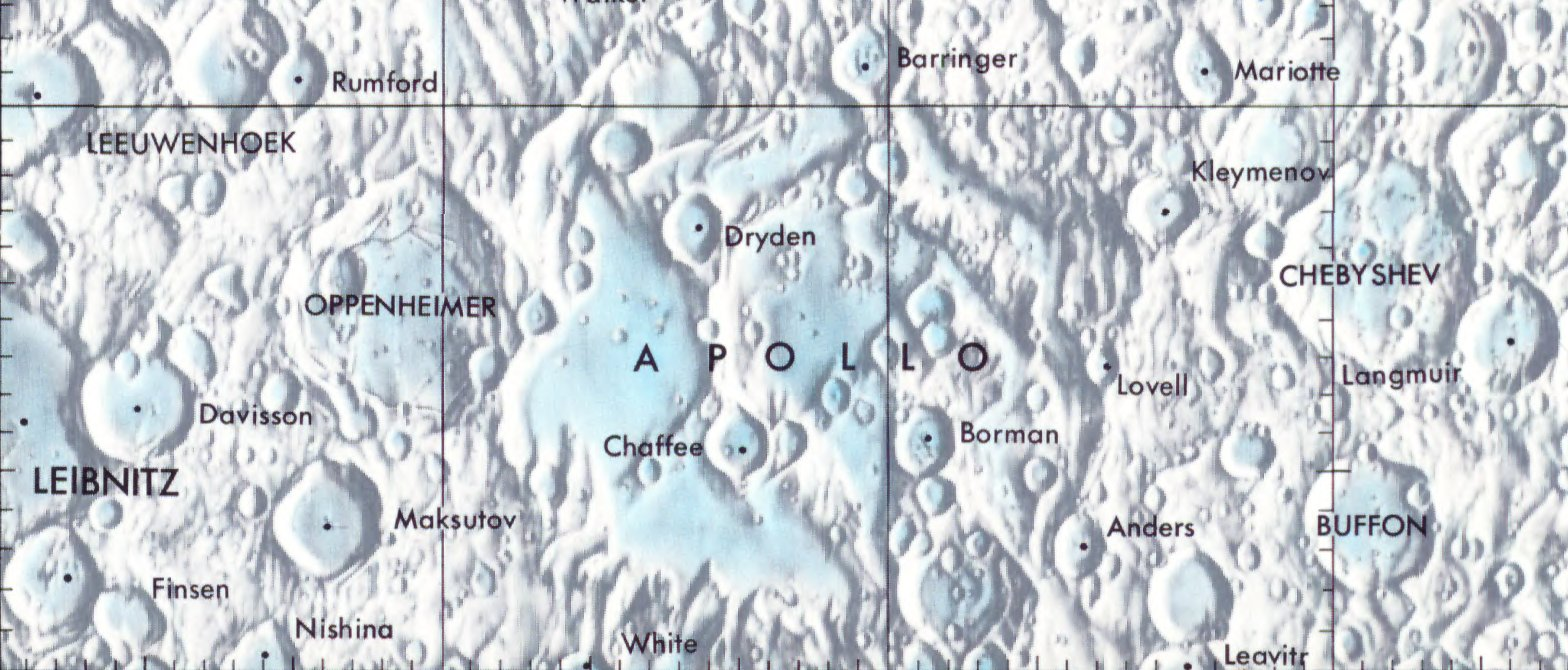
Localització d'Apollo (centre de la imatge)
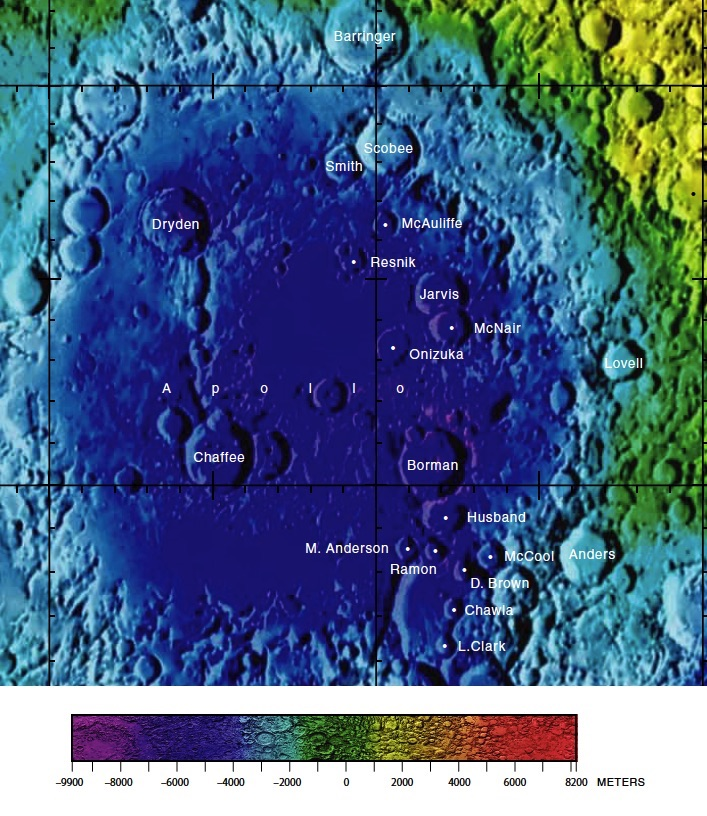
Cràters interiors

Apollo és una plana d'anell de doble paret (o conca), el anell interior té més o menys la meitat del diàmetre de la paret exterior. Tant la paret exterior com la interior han estat molt desgastades i erosionades per impactes posteriors, de manera que bona part de les parets exteriors i interiors consisteixen ara en seccions irregulars i incises d'arcs muntanyencs.

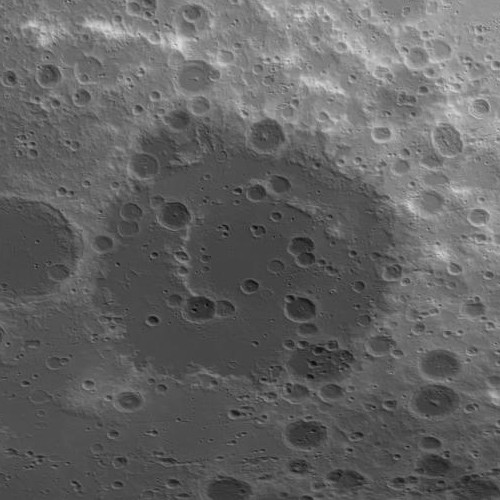
Mapa topogràfic
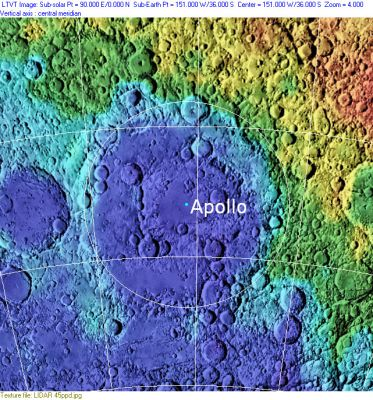
Imatge de radar, 1994
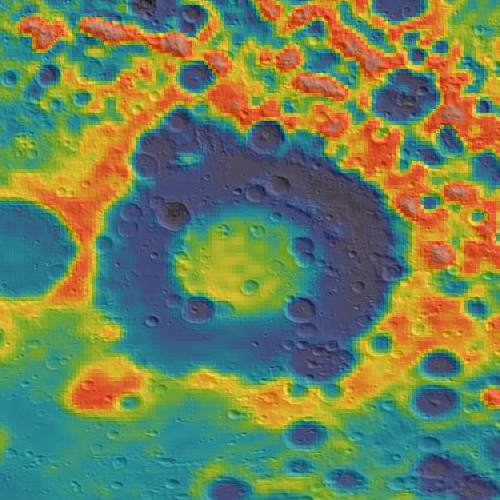
Mapa de gravetat basat en el GRAIL

El sòl interior està cobert d'una multitud de cràters de diverses mides. Diversos dels cràters més notables han rebut noms. La UAI ha utilitzat els epònims de persones associades amb el programa Apollo al designar algunes d'aquestes formacions.
Les seccions de l'interior d'Apollo han ressorgit amb lava, deixant zones en la superfície amb una albedo inferior a la del material dels voltants. Hi ha un gran «pegat» a la part mitjana de l'anell interior, que conté alguns sistemes de marques radials. Un llarg tram de la mar lunar es troba al llarg de la part sud del cràter. També hi ha una secció més petita prop de la vora occidental.

## Cràters interiors
Diversos cràters d'impacte dins d'Apollo han estat nomenats en honor de membres morts de la NASA.

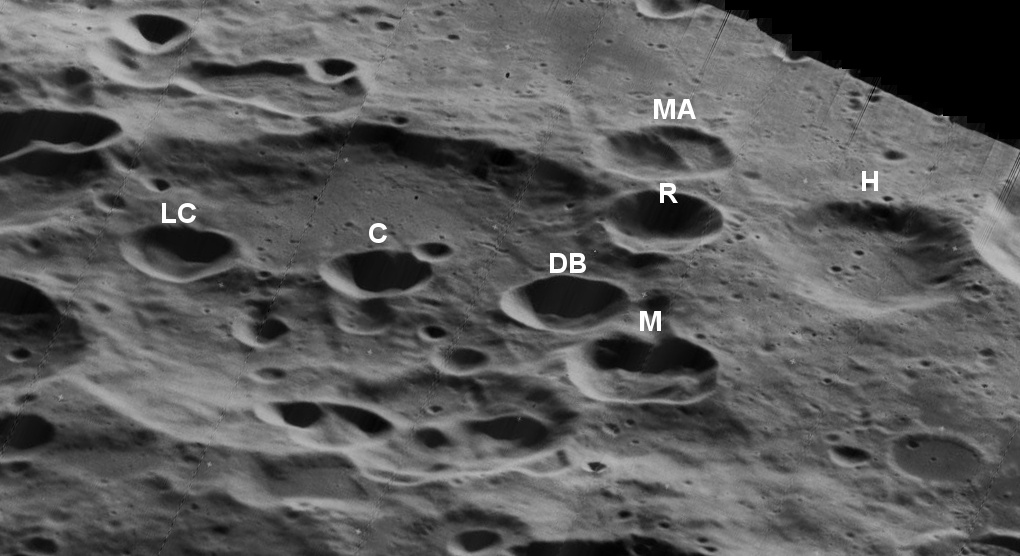
Tres dels noms dels cràters interiors inclouen les primeres inicials dels noms dels astronautes respectius per distingir-los dels cràters existents anomenats Anderson, Brown i Clark
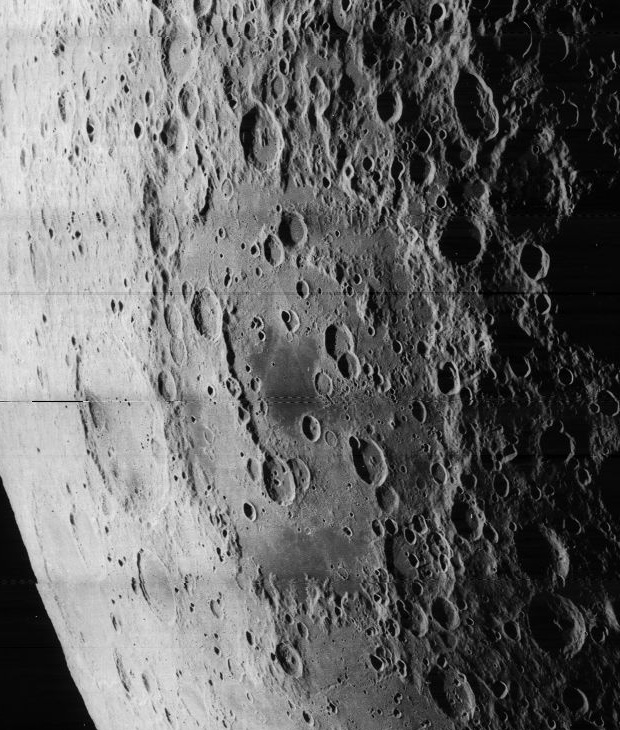
Imatge oblíqua de la missió Lunar Orbiter 5

El cràter Dryden està unit a l'exterior-oest nord-oest de l'anell interior. Chaffee és un cràter de mida similar, que es troba en part a través de la secció sud-oest de l'anell interior. A la part sud-est de l'anell extern es troba Borman. A l'interior de l'anell interior hi ha els cràters Resnik, McAuliffe i Onizuka, i el parell de cràters Jarvis-McNair. El cràter Smith es troba a l'altre costat de la part nord de l'anell interior.
| Cràter      | Coordenades                            | Diàmetre | Epònim              | Notes                                             |
| ----------- | -------------------------------------- | -------- | ------------------- | ------------------------------------------------- |
| Chawla      | 42° 48′ S, 147° 30′ O / 42.8°S,147.5°O | 15 km    | Kalpana Chawla      |                                                   |
| D. Brown    | 42° 00′ S, 147° 12′ O / 42.0°S,147.2°O | 15 km    | David McD. Brown    | No confondre amb el cràter Brown                  |
| Husband     | 40° 48′ S, 147° 54′ O / 40.8°S,147.9°O | 29 km    | Richard D. Husband  |                                                   |
| L. Clark    | 43° 42′ S, 147° 42′ O / 43.7°S,147.7°O | 16 km    | Laurel B. S. Clark  | No confondre amb el cràter Clark                  |
| McCool      | 41° 42′ S, 146° 18′ O / 41.7°S,146.3°O | 21 km    | William McCool      |                                                   |
| M. Anderson | 41° 36′ S, 149° 00′ O / 41.6°S,149.0°O | 17 km    | Michael P. Anderson | No confondre amb els cràters Anderson i Andersson |
| Ramon       | 41° 36′ S, 148° 06′ O / 41.6°S,148.1°O | 17 km    | Ilan Ramon          |                                                   |

El 2006, la UAI va aprovar una proposta per nomenar set cràters interiors en honor dels astronautes que van morir en l'accident del transbordador espacial Columbia.